# Листокрутка кривовуса смородинова
Листокрутка кривовуса смородинова (Pandemis ribeana Hb.) — шкідливий метелик. Пошкоджує всі плодові культури й смородину.

## Опис
Розмах крил метелика: самки - 24 міліметри, самця - 16 міліметрів. Забарвлення жовте або світло-коричневе, основа крил, серединна перев’язь і вершинна пляма коричневі, злегка окреслені бурими лініями. Задні крила темно-сірі. Яйця жовто-зелені, розміщуються черепицеподібно, одне на одному, утворюючи на верхньому боці листка плоску овальну кладку розміром близько 1 сантиметра. Гусениці дуже мінливі: у першому, другому і третьому віках вони світло-зелені або жовто-зелені, голова і грудний щит жовто-коричневі. Дорослі гусениці жовто-зелені або зелені з світлими бородавками, іноді з темними розпливчатими смугами. Голова і грудний щит у них жовто-зелені, часто з кількома темними плямами або штрихами. Грудні ноги жовто-зелені, іноді з коричневими лапками, черевні ноги жовтувато-зелені. Лялечка жовтувато-коричнева з темнішою спинкою. Довжина лялечки: самки - 12-15 міліметрів, самця 8-10 міліметрів. 

## Екологія
Зимує смородинова листокрутка в стадії гусениць третього віку в щільному павутинному коконі в щілинах кори, біля основи бруньок і під сухими листочками, примотаними павутиною до гілки. Навесні, в період масового розпускання бруньок (при середньодобовій температурі повітря +12°С), гусениці пробуджуються від зимової сплячки і пошкоджують бутони, скелетують листя, обмотуючи його павутиною і скручують вздовж центральної жилки. Гусениці живуть поодиноко в скручених листках або у жмутах з кількох листків. Метелики літають з кінця травня до кінця червня, відкладаючи яйця на листя дерев і кущів. Самка відкладає до 200 яєць. В умовах України дуже шкодить в усіх екологічних зонах, пошкоджує не тільки листя, а й плоди зерняткових і кісточкових порід. Найнебезпечніші гусениці другої генерації, які пошкоджують шкірку плодів, що викликає їх загнивання.